# Koel Purie
Koel Purie (Delhi, 25 novembre 1978) è un'attrice indiana.
Ha lavorato sia in televisione che nel cinema di Bollywood.

Ha esordito sul set del secondo capitolo della trilogia degli elementi di Deepa Mehta, Earth, come assistente alla produzione.

Nel 2001, ha avuto il suo esordio come attrice.

## Filmografia

### Cinema
- Everybody Says I'm Fine!, regia di Rahul Bose (2001)

- Road to Ladakh, regia di Ashvin Kumar (2003)
- American Daylight, regia di Roger Christian (2004)
- White Noise, regia di Vinta Nanda (2004)
- Nazar, regia di Soni Razdan (2005)
- Mixed Doubles, regia di Rajat Kapoor (2006)
- The Lookalike, regia di Petrichor Bharali (2006)
- Mera Dil Leke Dekho, regia di Rohit Kaushik (2006)
- Life Mein Kabhie Kabhiee, regia di Vikram Bhatt (2007)
- Amal, regia di Richie Mehta (2007)
- It's Breaking News, regia di Vishal Inamdar (2007)
- The Great Indian Butterfly, regia di Sarthak Dasgupta (2007)
- Rock On!!, regia di Abhishek Kapoor (2008)
- Secrets of the Seven Sounds, regia di Rajiv Maikhuri (2008)
- 10ml LOVE, regia di Sharat Katariya (2010)

### Televisione
- Holby City – serie TV, episodi 5x24 (2003)
- The Vice – serie TV, episodi 5x3 (2003)
- Indian Dream, regia di Roger Goldby - film TV (2003)
- As If – serie TV, episodi 4x19 (2004)
- Strategia del terrore (Dirty War), regia di Daniel Percival - film TV (2004)
- The Afternoon Play – serie TV, episodi 3x4 (2005)
- Trial & Retribution – serie TV, episodi 10x1 (2006)
- Losing Gemma – serie TV, episodi 1x1-1x2 (2006)
- Fairy Tales – miniserie TV, episodi 1x3 (2008)